# Лавело
Лавѐло (на италиански: Dicomano) е град и община в Южна Италия, провинция Потенца, регион Базиликата. Разположено е на 313 m надморска височина. Населението на общината е 13 615 души (към 2012 г.).